# Munford (Tennessee)
Munford es una ciudad ubicada en el condado de Tipton en el estado estadounidense de Tennessee. En el Censo de 2010 tenía una población de 5.927 habitantes y una densidad poblacional de 267,34 personas por km².

## Geografía
Munford se encuentra ubicada en las coordenadas 35°26′41″N 89°48′40″O / 35.44472, -89.81111. Según la Oficina del Censo de los Estados Unidos, Munford tiene una superficie total de 22.17 km², de la cual 22.13 km² corresponden a tierra firme y (0.16%) 0.04 km² es agua.

## Demografía
Según el censo de 2010, había 5.927 personas residiendo en Munford. La densidad de población era de 267,34 hab./km². De los 5.927 habitantes, Munford estaba compuesto por el 0.09% blancos, el 7.22% eran afroamericanos, el 0.61% eran amerindios, el 1.47% eran asiáticos, el 0.22% eran isleños del Pacífico, el 0.98% eran de otras razas y el 1.57% pertenecían a dos o más razas. Del total de la población el 2.95% eran hispanos o latinos de cualquier raza.